# Draskovich Mária Euzébia
Trakostyáni Draskovich Mária Euzébia (Graz, 1630. január 9. – 1650. szeptember 24.) gróf Draskovich Gáspár császári és királyi kamarás leánya, Zrínyi Miklós horvát bán első felesége.

## Élete
Kezét 1639-ben kérte meg Zrínyi Miklós, azonban ő ekkor már Frangepán György jegyese volt. Zrínyi rávette Draskovich Gáspárt, hogy várjon még néhány évet leánya férjhez adásával, hátha addig meghódítja Euzébiát. Az eredmények késtek, és Zrínyi úgy gondolta, visszatér korábbi szerelméhez, Esterházy Miklós nádor leányához, Júliához, akinek a kezéért Nádasdy Ferenccel versengve pályázott. Esterházy Júlia azonban 1644-ben Nádasdyhoz ment feleségül, és Zrínyi Euzébiához tért vissza. Több évi udvarlást követően nyerte el Euzébia kezét, aki felbontotta jegyességét Frangepán Györggyel, és 1645. június 14-én apja klenovniki birtokán Zrínyi jegyese lett. Esküvőjüket 1646. február 11-én tartották Praunek várában. Négy évig éltek boldog házasságban, ennek Euzébia korai halála vetett véget 1650-ben. Gyermekük nem született. Feleségének emlékét a költő Zrínyi - kisebb idilljeivel és szerelmes verseivel együtt (szerelmes verseiben Violának nevezi Euzébiát) az Adriai tengernek Syrenája gróf Zrínyi Miklós című kötetében örökítette meg 1651-ben.